# Roots rock
Roots rock je hudební žánr, který vychází z kombinace rocku s blues, folkem a country. Mezi hudebníky, kteří se v tomto žánru pohybovali, patří například Ry Cooder a Bonnie Raitt, ale jeho prvky jsou znatelné rovněž na nahrávkách skupiny The Rolling Stones z přelomu šedesátých a sedmdesátých let (například Beggars Banquet a Exile on Main St.). Významným představitelem je rovněž kapela Creedence Clearwater Revival a na sólové dráze i její frontman John Fogerty. Mezi pozdější umělce patří kapela Dire Straits a následně na sólové dráze výrazně též její vůdce Mark Knopfler. Na české hudební scéně lze za zástupce tohoto hudebního žánru považovat například kapelu Jelen.